# Reprezentacja Chińskiego Tajpej w piłce wodnej mężczyzn
Reprezentacja Chińskiego Tajpej w piłce wodnej mężczyzn – zespół, biorący udział w imieniu Chińskiego Tajpej w meczach i sportowych imprezach międzynarodowych w piłce wodnej, powoływany przez selekcjonera, w którym mogą występować wyłącznie zawodnicy posiadający obywatelstwo tajwańskie. Za jej funkcjonowanie odpowiedzialny jest Tajwański Związek Pływacki (CTSA), który jest członkiem Międzynarodowej Federacji Pływackiej.

## Historia
W 1954 reprezentacja Chińskiego Tajpej rozegrała swój pierwszy oficjalny mecz na igrzyskach azjatyckich.

## Udział w turniejach międzynarodowych

### Igrzyska olimpijskie
Reprezentacja Chińskiego Tajpej żadnego razu nie występowała na Igrzyskach Olimpijskich.

### Mistrzostwa świata
Dotychczas reprezentacji Chińskiego Tajpej żadnego razu nie udało się awansować do finałów MŚ.

### Puchar świata
Chińskie Tajpej żadnego razu nie uczestniczył w finałach Pucharu świata.

### Igrzyska azjatyckie
Tajwańskiej drużynie jeden raz udało się zakwalifikować na Igrzyska azjatyckie. W 1954 zajęła najwyższe 5. miejsce.